# Anton Sorokow
Anton Sorokow (russisch Антон Леонидович Сороков, deutsch Anton Leonidowitsch Sorokow; * 30. September 1978 in Moskau) ist ein in Österreich tätiger russischer Violinist und Violinpädagoge. Wegen besonderer Verdienste für die Republik Österreich erhielt Anton Sorokow 1993 die österreichische Staatsbürgerschaft.

## Werdegang
Sorokow erhielt seinen ersten Violinunterricht im Alter von vier Jahren bei seiner Mutter, der Violinistin und Musikpädagogin Marina Sorokowa. Sein Vater ist der Violinist und Musikpädagoge Leonid Sorokow. Ab dem zehnten Lebensjahr studierte er an der Moskauer Zentralmusikschule bei Jewgenia Tschugajewa.
Sein 1991 an der Universität für Musik und darstellende Kunst Wien fortgesetztes Studium bei Dora Schwarzberg schloss er im März 2004 mit Auszeichnung ab. 1996 wurde er ausgewählt, am Isaac-Stern-Workshop in Verbier (Schweiz) teilzunehmen, wofür er ein Stipendium erhielt.
Anton Sorokow konzertierte mit den Wiener Symphonikern, Berliner Symphonikern, Nürnberger Philharmonikern, Nürnberger Symphonikern, Sung-nam Philharmonikern, Janáček Philharmonie Ostrava, der Bayerischen Kammerphilharmonie, dem Wiener Concert-Verein, dem Philharmonia Orchestra London, dem Montpellier Symphonie Orchester, dem Kärntner Symphonie Orchester, dem Akademischen Symphonieorchester St. Petersburg sowie dem Moskauer Symphonie Orchester.
Solistische Auftritte führten unter anderem zu einer Zusammenarbeit mit den Dirigenten Mstislav Rostropovich, Fabio Luisi, Myung Whun Chung, Ulf Schirmer, Lior Shambadal, Philippe Auguin und Alexander Shelley. Ein Höhepunkt war 2001 ein gemeinsamer Auftritt mit Montserrat Caballé vor 5000 Zuhörern in der Moskauer Gostiny Dvor Arcade.
Im Sommer 2007 entstanden CD-Aufnahmen bedeutender Violinkonzerte von Bach, Beethoven, Tschaikowsky und Kabalewsky mit den Vienna Classical Players für die Oesterreichische Nationalbank. Von 2003 bis 2005 war er 1. Konzertmeister der Nürnberger Philharmoniker am Staatstheater Nürnberg. Seit 2005 ist er 1. Konzertmeister der Wiener Symphoniker. Von 2008 bis 2011 unterrichtete er am Konservatorium Wien Privatuniversität; seit 2011 ist er Professor an der Universität für Musik und darstellende Kunst in Wien. Außerdem wurde er in die Jurys internationaler Wettbewerbe berufen und zu Meisterkursen im In- und Ausland eingeladen.

## Auszeichnungen
Sorokow erhielt den 1. Preis und Sonderpreis beim Beethoven-Wettbewerb in Tschechien (1994) sowie erste Preise beim Stefanie-Hohl-Wettbewerb in Wien (1997) und beim Romano-Romanini-Wettbewerb in Brescia (1999).